# Coccidiphaga
Coccidiphaga là một chi bướm đêm thuộc họ Noctuidae.

## Các loài
- Coccidiphaga scitula Rambur, 1833